# Carlos Gómez Raggio
Carlos Gómez Raggio (Málaga, 27 de abril de 1920-15 de marzo de 2012) fue un regatista y dirigente deportivo español.
Fue campeón de España de la clase Snipe en 1963 con Rafael Valdivia de tripulante, y subcampeón en otras dos ocasiones. Ganó el Trofeo Su Majestad el Rey cuatro veces, en 1954, 1955, 1956 y 1960.
Entre 1978 y 1991 fue presidente del Real Club Mediterráneo. También fue concejal del Ayuntamiento de Málaga.